# Sean Kelly
Pour les articles homonymes, voir Sean Kelly (homonymie) et Kelly.
Ne pas confondre avec Shawn Kelley ni Shane Kelly.
Sean Kelly est un coureur cycliste irlandais, né le 24 mai 1956 à Waterford.
Découvert par le « vicomte » Jean de Gribaldy dès 1976, d'abord sprinter, puis chasseur de classiques, il compte plus de 190 victoires professionnelles. Il reste encore aujourd'hui l'un des coureurs cyclistes les plus titrés de l'histoire ayant remporté neuf monuments du cyclisme et un grand tour (Tour d'Espagne).
Il est troisième au nombre de victoires au classement à points du Tour de France derrière Peter Sagan et Erik Zabel avec quatre maillots verts remportés. Il est surnommé « Monsieur Paris-Nice » en raison de ses sept victoires consécutives.
Il fut contrôlé deux fois positif lors de tests antidopage : en 1984 au stimul à l'issue de Paris-Bruxelles et en 1988 à la codéine pendant le Tour du Pays basque.

## Biographie

### Enfance et jeunesse
Sean Kelly naît le 24 mai 1956 à Waterford. Il est le second fils de Jack (John) et Nellie Kelly, agriculteurs de Curraghduff dans le comté de Waterford. Il est nommé John James Kelly d'après le prénom son père, puis, pour éviter toute confusion, il est appelé Sean, forme irlandaise de John.
Pendant huit ans, il est élève à la Crehana National School, dans le comté de Waterford, à laquelle il se rend avec son frère aîné, Joe. Sa scolarité s'arrête lorsqu'il a 13 ans. Il quitte l'école pour aider sa famille à la ferme car son père est hospitalisé à Waterford pour un ulcère. À 16 ans, il commence à travailler comme maçon.
Sean Kelly commence le cyclisme après que son frère a fait de même à l'école en septembre 1969. Celui-ci dispute et remporte plusieurs courses locales et, le 4 août 1970, Sean Kelly dispute à son tour sa première course, à Carrick-on-Suir, dans le comté de Waterford. À 16 ans, il remporte le championnat national junior à Banbridge, dans le comté de Down.

### Carrière amateur
Sean Kelly remporte le championnat national à nouveau en 1973, puis prend une licence senior avant l'âge règlementaire de 18 ans. Il remporte la Shay Elliott Memorial Race en 1974 et 1975, et des étapes du Tour d'Irlande en 1975. Avec deux autres coureurs irlandais, Kieron et Pat McQuaid, il se rend en Afrique du Sud disputer le Rapport Toer, en guise de préparation des Jeux olympiques d'été de 1976. Ils y courent sous de faux noms en raison du boycott sportif international de l'Afrique du Sud, en protestation contre l'apartheid.
Ils sont cependant repérés et suspendus de compétition pendant six mois, puis le Comité international olympique les interdit de Jeux olympiques.
À défaut de disputer les Jeux de Montréal, Sean Kelly court le Tour de Grande-Bretagne puis se rend à Metz, en France, y étant invité par l'entremise d'un passionné de Londres, Johnny Morris. Le club lui offre £ 25 par semaine, un logement gratuit et quatre francs par kilomètre pour chaque course qu'il gagne. Kelly remporte 18 des 25 courses auxquelles il participe en France et remporte le Tour de Lombardie amateurs en Italie. Il impressionne deux dirigeants d'équipes français, Jean de Gribaldy et Cyrille Guimard. De Gribaldy se rend en Irlande à l'improviste, pour y discuter d'un contrat avec l'équipe professionnelle Flandria qu'il dirige. Ne sachant pas où habite Kelly et n'étant pas sûr qu'il le reconnaîtrait, il emmène avec lui un autre cycliste pour le trouver et traduire la conversation. Ils trouvent Kelly en train de conduire un tracteur et se rendent chez son demi-frère. De Gribaldy propose £ 4 000 par an, plus des primes. Une semaine plus tard, Kelly demande £ 6000, les obtient et signe avec de Gribaldy.
Kelly s'installe en France en janvier 1977 et vit pendant deux ans à Besançon, ville où habite de Gribaldy, avec quatre coéquipiers.

### Début de carrière professionnelle
La première course professionnelle de Kelly est l'Étoile de Bessèges, qui commence le 7 février 1977 et dure six jours. Il se classe dixième de la première étape. L'équipe Flandria est divisée en deux parties : les meilleurs coureurs, dont le champion du monde Freddy Maertens, sont dans la section principale, basée en Belgique. Kelly roule avec la deuxième section, basée en France où Flandria souhaite vendre ses cyclomoteurs, scooters et vélos. Les meilleurs des deux sections sont réunis pour les grandes courses. Kelly est engagé comme équipier de Maertens dans l'équipe principale pour Paris-Nice. Peu de temps après, il remporte sa première course, l'étape d'ouverture du Tour de Romandie.
Kelly reste chez de Gribaldy en 1978. En juillet, il dispute son premier Tour de France, dont il gagne également une étape. Cette année-là, Michel Pollentier est exclu du Tour de France pour avoir tenté de falsifier un contrôle antidopage à l'issue de l'étape de l'Alpe d'Huez. Pollentier quitte l'équipe à la fin de la saison et lance la sienne, avec un nouveau sponsor, Splendor. Pollentier et Maertens souhaitent avoir Kelly à leur côté. Pollentier et Splendor lui font une meilleure offre et lui donnent un rôle de leader. L'équipe Splendor est cependant nouvelle et des problèmes de logistique apparaissent. Les vélos sont en mauvais état - à tel point que Splendor décide de ne pas disputer Paris-Roubaix - et le manager, Robert Lauwers, est remplacé. Kelly surmonte ces difficultés et roule pour lui-même.
Avec le temps, l'équipe progresse. Kelly reçoit peu d'offres d'autres équipes et Splendor s'aligne sur celles qu'il reçoit. Il est payé environ £ 30 000, plus des bonus dans sa dernière saison dans l'équipe. Le renforcement de l'équipe s'est fait en intégrant un autre sprinter, Eddy Planckaert, et le rôle de Kelly, étranger dans l'équipe, n'est pas clair. Il apprend que de Gribaldy lance une nouvelle équipe. Les deux sont réunis en 1982 dans l'équipe Sem-France Loire. À ce moment, Kelly a la réputation d'être un sprinter incapable de gagner des courses par étapes, bien qu'il ait fini quatrième du Tour d'Espagne 1980. De Gribaldy l'engage comme leader, croyant en ses chances de gagner des courses par étapes et non pas seulement des étapes. Kelly remporte Paris-Nice et quatre de ses étapes. Lors de la dernière, un contre-la-montre au col d'Èze, il bat Gilbert Duclos-Lassalle et lui enlève la victoire au classement général. Cette année-là, il remporte également le maillot vert du classement par points du Tour de France. Il termine troisième au championnat du monde en Angleterre et à la fin de l'année épouse sa petite amie, Linda Grant, la fille d'un dirigeant de club cycliste local. Carrick-on-Suir renomme la place du village Sean Kelly Square en hommage à ses exploits dans le Tour de France 1982 et sa médaille de bronze au championnat du monde. L'année suivante, Kelly remporte de nouveau Paris-Nice, puis le Critérium international et le Tour de Suisse ainsi que le vert maillot du Tour de France pour la deuxième fois d'affilée.

### Sommets de sa carrière professionnelle
Kelly confirme son potentiel à l'automne 1983. Lors du Tour de Lombardie, après une bataille à travers les cols d'Intelvi et de Schignano, un groupe de tête de 18 coureurs arrive à Côme. Au terme d'un sprint, Kelly l'emporte de peu devant Francesco Moser, Adri van der Poel, Hennie Kuiper et le champion du monde Greg LeMond.
Kelly domine le printemps suivant. Il remporte Paris-Nice pour la troisième fois consécutive en battant Roche ainsi que le vainqueur du Tour de France Bernard Hinault, de retour à la compétition après une blessure au genou. Kelly termine deuxième de Milan-San Remo et du Tour des Flandres, et remporte Paris-Roubaix et Liège-Bastogne-Liège. Le lendemain de Paris-Roubaix, le quotidien sportif français, L'Équipe titre « Insatiable Kelly ! », en référence à son appétit de victoires durant ce printemps. Il remporte les trois étapes du Critérium international: le sprint du peloton de la première, une victoire en solo lors de l'étape de montagne et le contre-la-montre final où il devance Stephen Roche. Kelly obtient 33 victoires en 1984. En terminant cinquième du Tour de France, il devient un concurrent pour les grands tours. Lors de cette édition, il perd le maillot vert le dernier jour, lors de l'étape des Champs-Élysées, au profit de Frank Hoste.
Kelly remporte Paris-Nice en 1985, en battant à nouveau Roche. Il remporte le maillot vert du Tour pour la troisième fois et a termine quatrième du classement général. Il gagne la première édition de la Nissan International Classic en battant van der Poel. À la fin de la saison, il remporte le Tour de Lombardie.
Il gagne Milan-San Remo en 1986 après s'être imposé sur Paris-Nice. Il termine deuxième du Tour des Flandres et remporte à nouveau Paris-Roubaix. Il termine pour la première fois sur un podium de grand tour en finissant troisième du Tour d'Espagne. Il manque le Tour de France en raison d'un grave accident lors de la dernière étape du Tour de Suisse. Il retourne en Irlande et remporte à nouveau la Classique Nissan, à l'issue d'un duel avec Steve Bauer, qui a pris le maillot jaune après que Kelly est tombé à plusieurs reprises. Kelly démarre la dernière étape avec trois secondes de retard sur Bauer et prend le maillot jaune en terminant troisième de l'étape, grâce aux bonifications.
Kelly remporte Paris-Nice en 1987 le dernier jour après que Roche, leader de la course, est tombé. Plus tard, lors du Tour d'Espagne, il est en tête de la course à trois jours de l'arrivée. Il est cependant victime d'une infection et doit abandonner. Au Tour de France, il doit également se retirer après qu'une chute lui a blessé les ligaments d'une épaule. Après le championnat du monde, remporté par Stephen Roche et dont il prend la cinquième place, Kelly revient en Irlande pour remporter la Nissan classic pour la troisième fois consécutive.
Kelly remporte son septième Paris-Nice au printemps 1988, un record. Il remporte Gand-Wevelgem quelques semaines plus tard. Il revient en avril au Tour d'Espagne. Il reste pendant les deux premières semaines à deux minutes du leader du classement général Laudelino Cubino. En prenant la quatrième place de la treizième étape derrière Fabio Parra et Anselmo Fuerte, il réduit d'une minute et demi son retard. Fuerte, passé à la deuxième place du classement général, prend le maillot de Cubino lors de la seizième étape. Kelly maintient l'écart entre lui et Fuerte et commence le contre-la-montre de l'avant dernier jour avec 21 secondes de retard. Il gagne l'étape et prend le maillot amarillo. Le lendemain, Kelly remporte son seul grand tour, devant l'Allemand Reimund Dietzen. Il remporte également le classement par points. Après sa victoire à la Vuelta, Kelly revient à Carrick-on-Suir, où un défilé est organisé en son honneur.
Sean Kelly finit 46e du Tour de France, à une heure du vainqueur Pedro Delgado. Il n'est plus un prétendant à la victoire finale et admet qu'il ne gagnera jamais le Tour. Kelly finit troisième de la Nissan Classic derrière l'Allemand Rolf Gölz.
L'équipe Kas disparaissant à la fin de l'année, Kelly rejoint en 1989 l'équipe néerlandaise PDM et y reste trois ans. Durant sa première saison avec cette équipe, il gagne Liège-Bastogne-Liège, le maillot vert du Tour de France. Peu après le Tour, il finit troisième de la première édition de la Wincanton Classic, en Angleterre. Grâce à ce résultat, il s'empare de la première place du classement de la coupe du monde, calendrier de douze classiques donnant lieu à un classement aux points et créé par la Fédération internationale de cyclisme professionnel. Durant le mois d'août, il se classe cinquième du Grand Prix des Amériques, et septième de Paris-Tours en octobre, deux autres manches de la coupe du monde. Il reste ainsi en tête de la coupe du monde et remporte cette première édition. Il se classe troisième du championnat du monde 1989 à Chambéry, en France, derrière Dimitri Konyshev et Greg LeMond, champion du monde pour la deuxième fois.
En avril 1990, il chute lors du Tour des Flandres et se casse une clavicule. Il reprend la compétition en mai, après avoir manqué les classiques du printemps. Fin juin, il gagne son deuxième Tour de Suisse. Cette victoire faire renaître des ambitions pour le Tour de France, où il dit viser le podium. Il termine à la trentième place de cette édition, tandis que son coéquipier Erik Breukink est troisième. En mars 1991, il se casse à nouveau une clavicule, cette fois lors de Paris-Nice. En juillet, il participe au Tour de France. Lors de la dixième étape entre Rennes et Quimper, les coureurs de PDM sont malades. Ceux qui n'abandonnent pas ce jour-là ne prennent pas le départ le lendemain. Cet incident fait naître des soupçons de dopage sur l'équipe,. Une analyse médicale conclut à une infection bactérienne, que les dirigeants de l'équipe expliqueront par une intoxication alimentaire due à une « boisson énergétique conservée dans de mauvaises conditions »,. En août, alors que Kelly dispute le Tour de Galice, son frère Joe meurt durant une course en Irlande. Il reprend la compétition en gagnant sa quatrième Nissan Classic, avec quatre secondes d'avance sur Sean Yates. C'est sa première victoire de la saison. À la fin du mois d'octobre, Sean Kelly gagne pour la troisième fois le Tour de Lombardie. À une vingtaine de kilomètres de l'arrivée, il s'échappe du groupe de tête de sept coureurs en compagnie de Martial Gayant, qu'il bat au sprint.

### Fin de carrière

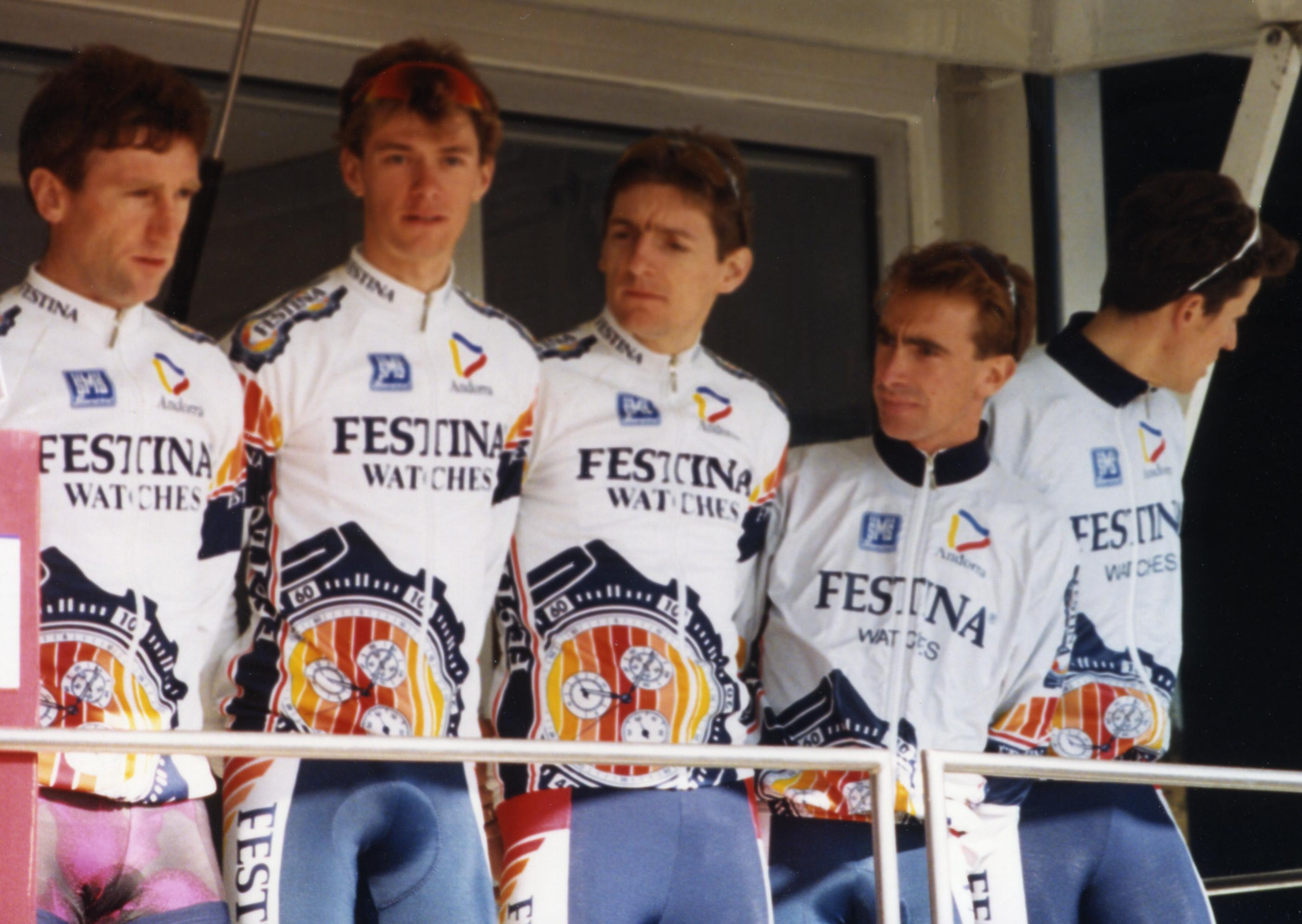
Sean Kelly à gauche lors du Paris-Nice 1993

En 1992, Sean Kelly rejoint l'équipe Festina et se prépare pour Milan-San Remo. Il gagne là sa dernière classique. Parti seul dans la descente du Poggio, dernière difficulté de la course, il parvient à rattraper à 700 mètres de l'arrivée Moreno Argentin, qui s'était échappé dans l'ascension. C'est la première victoire majeure de l'équipe Festina-Lotus. En 1993, il est deuxième du championnat d'Irlande derrière son ancien coéquipier chez PDM Martin Earley.
Sean Kelly effectue sa dernière année en tant que coureur professionnel en 1994 dans l'équipe Catavana, où il rejoint notamment Yvon et Marc Madiot. L'équipe obtient de maigres résultats : au moment des sélections pour le Tour de France, elle ne compte que trois victoires dans des courses open, et est à la 31e place du classement des équipes professionnelles. Elle n'est par conséquent pas retenue par la Société du Tour de France pour participer à sa course. À la suite de cette annonce, le sponsor Catavana décide de mettre fin à son financement dès la fin du mois de juin, avant de se raviser. Sean Kelly, comme les frères Madiot, met fin à sa carrière cycliste à la fin de cette saison.
Il revient à Carrick-on-Suir, à la fin de la saison pour disputer la Hamper race, sa dernière course en tant que professionnel. Eddy Merckx, Laurent Fignon, Bernard Hinault, Roger De Vlaeminck, Claude Criquielion, Stephen Roche, Martin Earley, Acacio Da Silva et Paul Kimmage sont parmi les 1200 cyclistes présents. Kelly s'impose au sprint devant Roche.

## Palmarès et distinctions

### Palmarès amateur
| - 1972 - Champion d'Irlande sur route juniors - Bray Trophy Grand Prix - 1973 - Champion d'Irlande sur route juniors - Kirkby Walvale Junior Road Race - Irish Road Club Three Day - 1974 - Shay Elliott Memorial Race - Dublin-Mullingar Two Day : - Classement général - 1re étape - Wicklow Holiday Festival Three Day - 1975 - Champion d'Irlande du contre-la-montre amateurs - Shay Elliott Memorial Race - Carrigaline Road Race - Irish CF Three Day : - Classement général - 1re et 3e étapes - Jack Woodcock Memorial Trophy - Enniscorthy Strawberry Fair Festival - 7e étape de la Milk Race - 5e, 6e et 7e étapes du Tour d'Irlande - Tour de Wexford | - 1976 - Cinturón a Mallorca - 6e étape de la Milk Race - Tour of the North - Une étape du Tour de Haute-Marne - Tour de Lombardie amateurs |  |

### Palmarès professionnel
| - 1977 - 1re étape du Tour de Romandie - Circuit de l'Indre - 4e étape de l'Étoile des Espoirs - 2e du Grand Prix de Peymeinade - 2e du Tour des Pays-Bas - 3e de l'Étoile de Bessèges - 3e du Circuit du Houtland - 10e du Tour de Romandie - 10e du Grand Prix du Midi libre - 1978 - 3e étape du Tour méditerranéen - 1reb étape de la Semaine catalane - 6e étape du Tour de France - 5ea étape de l'Étoile des Espoirs - 2e du Tour du Stausee - 1979 - Grand Prix de Cannes - 1re et 8ea étapes du Tour d'Espagne - 2e du Grand Prix de Dortmund - 3e de la Liedekerkse Pijl - 9e du championnat du monde sur route - 1980 - Trois Jours de La Panne : - Classement général - 2e étape - Tour d'Espagne : - Classement par points - 1re, 2e, 14e, 17e et 19e étapes - 3ea étape du Critérium du Dauphiné libéré - 19e et 21e étapes du Tour de France - 4e étape du Tour des Pays-Bas - 2e du Tour du Haut-Var - 2e du Grand Prix E3 - 2e de la Flèche brabançonne - 2e du Prix national de clôture - 3e du Het Volk - 3e de Kuurne-Bruxelles-Kuurne - 3e de l'Amstel Gold Race - 4e de Milan-San Remo - 4e du Tour d'Espagne - 1981 - 3e étape du Tour de Belgique - 2e étape des Quatre Jours de Dunkerque - 2e étape du Critérium du Dauphiné libéré - 1re étape du Tour de Luxembourg - 15e étape du Tour de France - 5ea étape du Tour des Pays-Bas - Flèche de Leeuw - 2e des Quatre Jours de Dunkerque - 3e de Bristol-Bradford - 3e du Grand Prix Jef Scherens - 4e de la Flèche wallonne - 5e du Grand Prix de Francfort - 6e de l'Amstel Gold Race - 8e du Tour des Flandres - 9e du Championnat de Zurich - 1982 - Tour du Haut-Var - Paris-Nice : - Classement général - 3e, 5e, 7ea et 7eb (contre-la-montre) étapes - 3e étape du Critérium international - 2e étape du Grand Prix du Midi libre - 1re et 2e étapes du Tour de l'Aude - Tour de France : - Classement par points - 12e étape - 1re et 3e étapes de l'Étoile des Espoirs - 3e du Circuit Het Volk - 3e de Kuurne-Bruxelles-Kuurne - 3e du Grand Prix de Francfort - 3e du championnat du monde sur route - 4e de l'Amstel Gold Race - 8e de la Flèche wallonne - 10e de Liège-Bastogne-Liège - 1983 - Paris-Nice : - Classement général - 3ea, 4e et 7eb (contre-la-montre) étapes - Critérium international : - Classement général - 3e étape (contre-la-montre) - Tour de Suisse : - Classement général - 3e et 5eb (contre-la-montre) étapes - Classement par points du Tour de France - 2e étape de Paris-Bourges - Grand Prix d'Isbergues - 4e étape de l'Étoile des Espoirs - Tour de Lombardie - 2e du Grand Prix de Monaco - 2e de Kuurne-Bruxelles-Kuurne - 2e du Tour du Piémont - 2e de l'Escalade de Montjuïc - 2e du Super Prestige Pernod - 5e de Milan-San Remo - 7e du Tour de France - 8e du championnat du monde sur route - 9e de Blois-Chaville - 1984 - Classement FICP - Super Prestige Pernod - Grand Prix d'Aix-en-Provence - Paris-Nice : - Classement général - 2ea et 7eb (contre-la-montre) étapes - Critérium international : - Classement général - 1re, 2e et 3e (contre-la-montre) étapes - Tour du Pays basque : - Classement général - 1re, 3e et 5eb (contre-la-montre) étapes - Paris-Roubaix - Liège-Bastogne-Liège - Tour du Nord-Ouest de la Suisse - 1re étape du Tour de Suisse - Grand Prix de Plouay - 1reb, 2e et 4e étapes du Tour du Limousin - Paris-Bourges - Tour de Catalogne : - Classement général - 1re, 4ea, 4eb et 7ea étapes - Blois-Chaville - 2e de Milan-San Remo - 2e du Tour des Flandres - 2e du Grand Prix des Nations - 3e du Grand Prix de Francfort - 3e du Grand Prix d'Isbergues - 3e de Paris-Bruxelles - 4e du Tour de Suisse - 5e du Tour de France - 1985 - Classement FICP - Super Prestige Pernod - 5e étape du Tour de Valence - Classement général de Paris-Nice - 1re étape du Critérium international - 3e et 5eb (contre-la-montre) étapes du Tour du Pays basque - Tour d'Espagne : - Classement par points - 2e, 10e et 15e étapes - Classement par points du Tour de France - 3e étape du Tour des Pays-Bas - 2e étape du Tour de Catalogne - Tour d'Irlande : - Classement général - 1re et 3ea (contre-la-montre) étapes - Tour de Lombardie - 2e des Trois Jours de La Panne - 2e du Tour de Catalogne - 3e du Tour de la Communauté valencienne - 3e du Critérium international - 3e de Paris-Roubaix - 3e de Créteil-Chaville - 4e de Liège-Bastogne-Liège - 4e du Tour de Suisse - 4e du Tour de France - 7e de Milan-San Remo - 7e de Gand-Wevelgem - 7e du Grand Prix des Nations - 9e du Tour d'Espagne | - 1986 - Classement FICP - Super Prestige Pernod - 1re et 3e étapes du Tour de la Communauté valencienne - Paris-Nice : - Classement général - Prologue, 3e et 7eb (contre-la-montre) étapes - Milan-San Remo - 1re et 3e (contre-la-montre) étapes du Critérium international - 1reb étape des Trois Jours de La Panne (contre-la-montre) - Tour du Pays basque : - Classement général - 3e, 5ea et 5eb étapes - Paris-Roubaix - Tour d'Espagne : - Classement par points - 10e et 13e étapes - 4ea étape du Tour d'Aragon - 4e étape du Tour du Limousin - 2e étape de Paris-Bourges - Tour de Catalogne : - Classement général - 7e étape - Grand Prix des Nations - Classement général du Tour d'Irlande - 2e du Critérium international - 2e des Trois Jours de La Panne - 2e du Tour des Flandres - 2e du Grand Prix de Plouay - 2e de Paris-Bourges - 2e de Paris-Bruxelles - 2e du Tour de Lombardie - 3e du Tour d'Espagne - 5e du championnat du monde sur route - 6e de la Flèche wallonne - 6e de Créteil-Chaville - 1987 - Classement FICP - 7e étape du Tour de la Communauté valencienne - Paris-Nice : - Classement général - 3e et 8e étapes - Critérium international : - Classement général - 2e et 3e (contre-la-montre) étapes - 1reb étape des Trois Jours de La Panne (contre-la-montre) - Tour du Pays basque : - Classement général - 4e et 5eb (contre-la-montre) étapes - 1re et 3e étapes du Tour d'Espagne - Prologue et 1re étape du Tour de Catalogne - Classement général du Tour d'Irlande - 2e des Trois Jours de La Panne - 2e du Tour des Flandres - 2e du Super Prestige Pernod - 4e de Milan-San Remo - 4e du Grand Prix du Midi libre - 4e de Paris-Bruxelles - 4e du Grand Prix des Nations - 5e du championnat du monde sur route - 5e du Tour de Catalogne - 1988 - Classement FICP - Paris-Nice : - Classement général - 6eb étape (contre-la-montre) - Semaine catalane : - Classement général - 4eb étape (contre-la-montre) - 4e étape du Tour du Pays basque - Gand-Wevelgem - Tour d'Espagne : - Classement général - Classement par points - Classement du combiné - 11e et 20e (contre-la-montre) étapes - 2eb et 3e étapes du Tour du Limousin - 2e du Tour du Haut-Var - 2e du Grand Prix de Fourmies - 3e du Grand Prix d'Albacete - 3e du Tour de Grande-Bretagne - 3e du Tour d'Irlande - 3e de Paris-Tours - 4e du Tour des Flandres - 5e de Milan-San Remo - 5e de Liège-Bastogne-Liège - 1989 - Coupe du monde - Liège-Bastogne-Liège - 4e étape du Critérium du Dauphiné libéré - Classement par points du Tour de France - Kika Classic - 2e du Circuit Het Volk - 3e de la Wincanton Classic - 3e du championnat du monde sur route - 3e du Trophée Baracchi (avec Gianni Bugno) - 3e du classement FICP - 5e de Milan-San Remo - 5e du Grand Prix des Amériques - 7e de Paris-Tours - 9e du Tour de France - 1990 - Tour de Suisse : - Classement général - 4e étape - Grand Prix de la Libération (contre la montre par équipes) - 2e de la Wincantin Classic - 3e de la Classique de Saint-Sébastien - 3e de la Coupe du monde - 5e du championnat du monde sur route - 6e du Grand Prix des Amériques - 8e de Paris-Tours - 10e du Tour de Lombardie - 1991 - Classement général du Tour d'Irlande - Tour de Lombardie - 1992 - Trophée Luis Puig - 4e étape du Tour de Valence - Milan-San Remo - 7e étape du Tour de Suisse - 2e étape du Clásico RCN - 1993 - 2e du championnat d'Irlande sur route - 4e de Paris-Tours |  |

### Résultats sur les grands tours

#### Tour de France
14 participations
- 1978 : 34e, vainqueur de la 6e étape
- 1979 : 38e
- 1980 : 29e, vainqueur des 19e et 21e étapes
- 1981 : 48e, vainqueur de la 15e étape
- 1982 : 15e,  vainqueur du classement par points, du classement des sprints intermédiaires et de la 12e étape
- 1983 : 7e,  vainqueur du classement par points et du classement des sprints intermédiaires,  maillot jaune pendant 1 jour
- 1984 : 5e
- 1985 : 4e,  vainqueur du classement par points
- 1987 : abandon (12e étape)
- 1988 : 46e
- 1989 : 9e,  vainqueur du classement par points et du  classement des sprints intermédiaires
- 1990 : 30e
- 1991 : non-partant (11e étape)
- 1992 : 43e

#### Tour d'Italie
1 participation
- 1992 : non-partant (15e étape)

#### Tour d'Espagne
6 participations
- 1979 : abandon (17e étape), vainqueur des 1re et 8ea étapes
- 1980 : 4e,  vainqueur du classement par points et des 1re, 2e, 14e, 17e et 19e étapes
- 1985 : 9e,  vainqueur du classement par points et des 2e, 10e et 15e étapes
- 1986 : 3e,  vainqueur du classement par points et des 10e et 13e étapes
- 1987 : abandon (19eétape), vainqueur des 1re et 3e étapes,  maillot amarillo pendant 5 jours
- 1988 :  Vainqueur du classement général,  du classement par points,  du classement du combiné et des 11e et 20e (contre-la-montre) étapes,  maillot amarillo pendant 2 jours

### Distinctions
- Mendrisio d'or en 1984
- Sportif irlandais de l'année en 1986

En 2002, Sean Kelly fait partie des coureurs retenus dans le Hall of Fame de l'Union cycliste internationale.